# Атриклиний
Атрикли́ний (др.-греч. ἀτρικλίνης) — в Византийской империи придворный чиновник, отвечавший за организацию царских приемов, званых обедов, следящий за соблюдением тактикона, то есть табели о рангах (см. Клиторологий Филофея). Обязанностью атриклиния было рассылать приглашения, принимать, распределять и рассаживать за императорский стол византийскую знать, дабы не пострадало императорское достоинство. Эта роль была важна для предотвращения местничества. Атриклинию помогал «мастер стола».
Звание было заимствовано дворами на Западе, где название должности в результате ложной этимологии было искажено в «артиклиний» или «артоклиний». В более поздние эпохи атриклиниев сменили гофмаршалы.

## Этимология
Слово др.-греч. ἀτρικλίνης образовано от др.-греч. ἀ- —  чисто фонетическая приставка, не влияющая на смысл слова + др.-греч. τρεῖς, τρία — три  + др.-греч. κλίνη — ложе, кровать, и буквальный перевод этого слова  — стольник (др.-греч. τρί-κλῑνον —  столовая с тремя застольными ложами). 

## Известные атриклинии
- Филофей — придворный во время правления Льва VI Мудрого (886—912 годы), автор «Клиторологии» — перечня титулов и чинов Византийской империи, изданного в 899 году.